# Bill Joy
William Nelson Joy (nacido el 8 de noviembre de 1954), conocido como Bill Joy, es un pionero del desarrollo de software estadounidense. En 1982 cofundó Sun Microsystems manteniéndose al frente de su departamento científico hasta 2003.

## Biografía
Bill Joy nació en Míchigan (Estados Unidos) en 1954. Era el mayor de tres hermanos. Para sorpresa de sus padres aprendió a leer cuando solo tenía 3 años. Entró al jardín de infancia (kindergarten) con 5 años y llevó cursos de matemática avanzada al año siguiente. Es así que en poco tiempo y de manera fugaz el pequeño genio fue escalando niveles y siempre fue identificado como el más joven de sus aulas.
A la edad de 13 años fue capaz de memorizar la tabla periódica de los elementos químicos en una sola noche.[cita requerida] Bill Joy se graduó a los 15 años, siendo considerado como el alumno más estudioso de su escuela.[cita requerida]
En 1975 se graduó como ingeniero electrónico en la Universidad de Míchigan. Para entonces eran tres las universidades que se peleaban por tenerlo entre sus filas: Stanford, Caltech y Berkeley. Bill eligió esta última argumentando que esa universidad lo forzaría a ser más ingenioso debido a que le ofrecía menores facilidades en lo referente a computación.[cita requerida]

## Berkeley
En su estancia en esa Universidad, Bill fue el principal diseñador del Unix de Berkeley (BSD). Él y un grupo de compañeros convirtieron el sistema Unix de AT&T en un estándar de educación e investigación, que incluso fue utilizado por los forjadores de Internet, DARPA (Pentagons Defense Advanced Research Projects Agency). Por este trabajo Joy (que aún no cumplía los 30) fue reconocido e incluso recibió numerosos premios por su aporte a la comunidad Unix.

## Sun Microsystems
En 1982, Scott McNealy, Andreas Betcholsheim y Vinod Kolsha propusieron a Bill crear una compañía llamada Stanford University Network (SUN) en la cual comercializarían una computadora de escritorio creada por Betcholsheim.
Para Joy esta significó una gran oportunidad, y no fue para menos. En poco tiempo Sun Microsystems logró ser un éxito contundente. Aunque esta computadora no resultó tan rápida como se pensaba, era barata, bien construida y, sobre todo, rentable. Esto se debió en gran parte al software Unix creado por Bill Joy.
En menos de 6 años Sun registró unos ingresos de 1000 millones de dólares. Y más tarde registra una facturación de diez mil millones de dólares anuales, "más dinero de que podría gastar", afirmó Bill.

## Reconocimientos
En 1997 fue nombrado por el presidente Bill Clinton como el codDirector del Comité de Consejería en Tecnología para la presidencia de los Estados Unidos, que se encarga de guiar y dar consejos en todas las áreas en computación, comunicaciones e información tecnológica. Asimismo, ese año fue elegido para integrar la Academia Nacional de Ingeniería de los Estados Unidos.
Con el rostro adusto y una mirada penetrante, Bill Joy mantiene una actitud impasible pese a todos los logros y reconocimientos ganados. Alguien le preguntó una vez quién era la persona más poderosa en la industria de Internet. Respondió: "el usuario".

## En la Actualidad
Considerado uno de los mejores desarrolladores de la historia de la computación, según afirma Eric Schmidt, el antiguo director general de Google, llegó a reescribir el núcleo BSD en un fin de semana. Bill Joy en abril del año 2000 mostró su preocupación por los efectos de las tecnologías emergentes en su artículo Por qué el futuro no nos necesita (Why the future doesn't need us), publicado en la revista Wired. Esto tras quedar impactado por la lectura de un fragmento escrito por el primitivista Theodore Kaczynski. Posteriormente formaría un fondo de capital riesgo destinado a invertir en dichas tecnologías desde un enfoque de prevención securitaria. Su artículo fue refutado por varios teóricos de la tecnología en la siguiente edición de Wired. La réplica que más destacó fue la de Raymond Kurzweil (reconocido experto en tecnología), en un artículo titulado Promesa y peligro (Promise and Peril). Kurzweil admite que los temores de Joy son justificados, pero argumenta que el desarrollo tecnológico es imposible de detenerse. La solución que propone Raymond es fusionarse con la tecnología, así avanzaremos con la misma rapidez que las máquinas y evitaremos que se vuelvan más inteligentes que nosotros. Ray cree que debemos insertarnos las tecnologías para mejorarnos como especie. Joy también fue tachado de neoludita,[cita requerida] aunque hasta la fecha sigue negando pertenecer a esa postura.[cita requerida]